# Раманаускас, Эдвинас
Эдвинас Раманаускас (лит. Edvinas Ramanauskas; 18 августа 1985, Шяуляй) — литовский гребец-байдарочник, выступает за сборную Литвы начиная с 2014 года. Бронзовый призёр летних Олимпийских игр в Рио-де-Жанейро, дважды бронзовый призёр чемпионатов Европы, многократный победитель и призёр регат национального значения.

## Биография
Эдвинас Раманаускас родился 18 августа 1985 года в городе Шяуляй Литовской ССР.
Первого серьёзного успеха на взрослом международном уровне добился в сезоне 2014 года, когда попал в основной состав литовской национальной сборной и побывал на чемпионате Европы в немецком Бранденбурге, откуда привёз награду бронзового достоинства, выигранную в зачёте двухместных байдарок на дистанции 200 метров вместе с напарником Ауримасом Ланкасом — в финале их опередили только экипажи из Германии и России. На чемпионате мира в Москве был близок к призовым позициям, занял в финале пятое место.
Год спустя выступил на европейском первенстве в чешском Рачице и с тем же Ланкасом вновь стал бронзовым призёром в двойках на двухстах метрах. Также в этом сезоне в своей коронной дисциплине участвовал в первых Европейских играх в Баку, но дошёл здесь только до стадии полуфиналов, где финишировал седьмым.
Благодаря череде удачных выступлений Раманаускас удостоился права защищать честь страны на летних Олимпийских играх 2016 года в Рио-де-Жанейро. Стартовал с Ауримасом Ланкасом в программе байдарок-двоек на двухсотметровой дистанции — они с первого места квалифицировались на предварительном этапе и тем самым сразу пробились в главный финал «А». В решающем финальном заезде показали на финише третий результат, пропустив вперёд команды из Испании и Великобритании, и завоевали бронзовые олимпийские медали. В истории литовского спорта это второе призовое место в гребле на байдарках и каноэ на Олимпийских играх, а первое было заработано на Олимпиаде 2012 года в Лондоне каноистом Евгением Шуклиным (в 2019 году Шуклин был лишен награды). Помимо прочего, Раманаускас нёс знамя Литвы на церемонии закрытия Игр.